# Farkhonda Hassan
Farkhonda Hassan, in arabo  فرخندة حسن ‎? (Il Cairo, 1930 – 30 ottobre 2020), è stata una geologa egiziana, professoressa di Geologia all'Università Americana del Cairo (AUC), segretaria generale del Consiglio Nazionale Egiziano per le Donne (NCW) e presidente della Commissione per lo Sviluppo e l'Amministrazione Locale del Consiglio della Shura.
Partecipò a svariati programmi internazionali per l'istruzione e i diritti delle donne dell'ONU e dell’UNESCO.

## Biografia
Si laureò in Geologia alla Facoltà di Scienze dell'Universita' del Cairo nel 1952, ottonendo anche un diploma in Psicologia nel 1953. Nel 1970, vinse una borsa di studio per l'Università di Pittsburgh negli Stati Uniti, dove concluse il suo PhD in Geologia. Negli anni seguenti, insegnò all'Università Americana del Cairo e iniziò ad interessarsi alla politica.  Nel 1980, ricevette l'onorificenza dell'Ordine al Merito dello Stato per le Arti e le Scienze, di prima classe..

## Pubblicazioni
- (EN)  Hassan, Farkhonda, (United Nations Commission on Science and Technology for Development. Gender Advisory Board Egypt), “Women In Science Aand Technology” , Dar El-Kotoub, Cairo. 2005. ISBN 9776051170, 9789776051171